# WWE WrestleMania 21
WWE WrestleMania 21, é um jogo de wrestling profissional lançado para Xbox pela THQ. Baseia-se no evento pay-per-view da WWE com o mesmo nome. É o sucessor do WrestleMania XIX. O jogo foi o último jogo da WWE lançado para o Xbox.

## Jogabilidade
O jogo apresenta um novo sistema de reversão, apelidado de Sistema de Reversão Pro. Este recurso permite uma fácil reversão de um movimento do oponente.

## Recepção da crítica
Apesar de uma atualização no visual, e um modo carreira completamente dublado, WrestleMania 21 teve uma recepção bastante negativa, devido à sua jogabilidade. Ao invés de ser uma atualização de um motor de jogo preexistente, que foi praticamente construído de baixo para cima, bem como contendo numerosas falhas que prejudicou a experiência de jogo. Na sua análise do jogo, Gamespot mencionou que a detecção de colisões foi horrível. Dentre os vários outros problemas, tais como AI lento e sem resposta tirando a dificuldade, ou diminuindo drasticamente a duração de uma partida. Um modo Create-a-Wrestler falta de uma variedade de movimentos, e itens para o lutador que está sendo criado. Enquanto lutas com regras especiais estão incluídos dentro do jogo, eles só são permitidas em lutas individuais. IGN deu ao jogo uma classificação de 6.0/10, elogiando o visual de alta qualidade, mas com muitos problemas.